# Van Heflin
Van Heflin, pseudonimo di Emmett Evan Heflin Jr. (Walters, 13 dicembre 1908 – Los Angeles, 23 luglio 1971), è stato un attore statunitense.

## Biografia

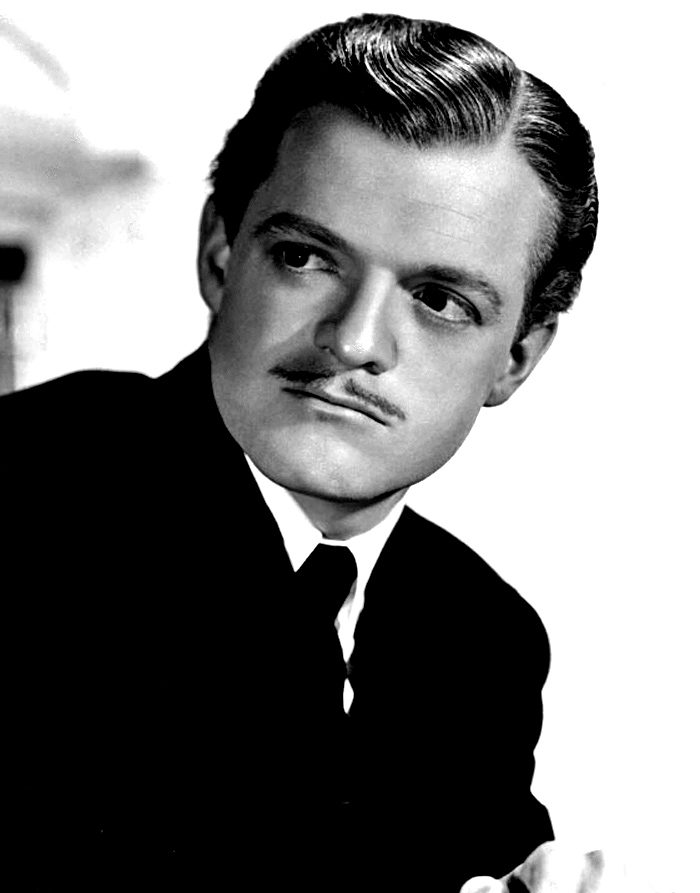
Van Heflin nel 1941

I suoi genitori, Fannie Bleecker ed Emmett E. Heflin, medico dentista, avevano sangue sia francese che irlandese. Dopo la sua nascita, la famiglia si spostò prima ad Oklahoma City ed in ultimo a Long Beach (California). Qui il giovane Van ebbe il suo primo contatto con il mare, con il quale ebbe un rapporto privilegiato per tutta la vita. Intenzionato a diventare un marinaio, studiò alla Long Beach Polytechnic High School che gli permetteva di salpare in mare durante le vacanze estive compiendo viaggi alle Hawaii, Messico e in Sud America. Dopo aver terminato le scuole superiori il giovane Van si imbarcò su un battello a vapore diretto a Liverpool, ma le continue insistenze dei suoi genitori lo convinsero ad abbandonare il mare per proseguire gli studi all'Università dell'Oklahoma.
Secondo diverse testimonianze lo studente universitario Van era nella media e non mostrava alcuna passione né interesse per il cinema o la recitazione. Per questo motivo esistono diverse versioni sul suo contatto con il mondo dello spettacolo, ma nessuna di queste sembra più affidabile di altre.
Una di queste versioni vuole che il giovane marinaio Van, di scalo a New York, abbia fatto visita ai suoi parenti e, dopo aver partecipato ad una festa, conobbe una persona che era appena stata sottoposta a un provino a Hollywood e che convinse il giovane a fare lo stesso, riuscendo a fissargli una audizione con Channing Pollock, produttore dello spettacolo Mr. Moneypenny. Dopo la laurea, ottenuta nel 1932, frequentò un master in Teatro all'Università Yale.
Nel 1943 venne insignito del premio Oscar come miglior attore non protagonista per il film Sorvegliato speciale.
Partecipò come protagonista a produzioni importanti sotto la direzione di grandi registi.
È morto di infarto all'età di 62 anni.

## Filmografia

### Cinema
- Una donna si ribella (A Woman Rebels), regia di Mark Sandrich (1936)
- The Outcasts of Poker Flat, regia di Christy Cabanne (1937)
- L'ultimo volo (Flight from Glory), regia di Lew Landers (1937)
- Annapolis Salute, regia di Christy Cabanne (1937)
- Saturday's Heroes, regia di Edward Killy (1937)
- Back Door to Heaven, regia di William K. Howard (1939)
- I pascoli dell'odio (Santa Fe Trail), regia di Michael Curtiz (1940)
- Chi dice donna... (The Feminine Touch), regia di W. S. Van Dyke (1941)
- Il molto onorevole Mr. Pulham (H.M. Pulham, Esq.), regia di King Vidor (1941)
- Sorvegliato speciale (Johnny Eager), regia di Mervyn LeRoy (1941)
- Delitto al microscopio (Kid Glove Killer), regia di Fred Zinnemann (1942)
- Grand Central Murder, regia di Sylvan Simon (1942)
- 7 ragazze innamorate (Seven Sweethearts), regia di Frank Borzage (1942)
- Tennessee Johnson, regia di William Dieterle (1942)
- Presenting Lily Mars, regia di Norman Taurog (1943)
- Lo strano amore di Marta Ivers (The Strange Love of Martha Ivers), regia di Lewis Milestone (1946)
- Nuvole passeggere (Till the Clouds Roll By), regia di Richard Whorf (1946)
- Anime in delirio (Possessed), regia di Curtis Bernhardt (1947)
- Il delfino verde (Green Dolphin Street), regia di Victor Saville (1947)
- La moglie ricca (B.F.'s Daughter), regia di Robert Z. Leonard (1948)
- La quercia dei giganti (Tap Roots), regia di George Marshall (1948)
- I tre moschettieri (The Three Musketeers), regia di George Sidney (1948)
- Atto di violenza (Act of Violence), regia di Fred Zinnemann (1948)
- Madame Bovary, regia di Vincente Minnelli (1949)
- I marciapiedi di New York (East Side, West Side), regia di Mervyn LeRoy (1949)
- Tomahawk - Scure di guerra (Tomahawk), regia di George Sherman (1951)
- Sciacalli nell'ombra (The Prowler), regia di Joseph Losey (1951)
- Vedovo cerca moglie (Week-End with Father), regia di Douglas Sirk (1951)
- L'amore più grande (My Son John), regia di Leo McCarey (1952)
- Moloch il dio della vendetta (South of Algiers), regia di Jack Lee (1953)
- Il cavaliere della valle solitaria (Shane), regia di George Stevens (1953)
- Le ali del falco (Wings of the Hawk), regia di Budd Boetticher (1953)
- Tanganika (Tanganyika), regia di André De Toth (1954)
- La spia dei ribelli (The Raid), regia di Hugo Fregonese (1954)
- Il mondo è delle donne (Woman's World), regia di Jean Negulesco (1954)
- L'amante sconosciuto (Black Widow), regia di Nunnally Johnson (1954)
- Prima dell'uragano (Battle Cry), regia di Raoul Walsh (1955)
- Conta fino a 3 e prega! (Count Three and Pray), regia di George Sherman (1955)
- I giganti uccidono (Patterns), regia di Fielder Cook (1956)
- Quel treno per Yuma (3:10 to Yuma), regia di Delmer Daves (1957)
- Il sentiero della violenza (Gunman's Walk), regia di Phil Karlson (1958)
- La tempesta, regia di Alberto Lattuada (1958)
- Cordura (They Came to Cordura), regia di Robert Rossen (1959)
- Jovanka e le altre (5 Branded Women), regia di Martin Ritt (1960)
- Sotto dieci bandiere, regia di Duilio Coletti (1960)
- Il relitto, regia di Michael Cacoyannis (1961)
- Grido di battaglia (Cry of Battle), regia di Irving Lerner (1963)
- La più grande storia mai raccontata (The Greatest Story Ever Told), regia di George Stevens (1965)
- L'ultimo omicidio (Once a Thief), regia di Ralph Nelson (1965)
- I 9 di Dryfork City (Stagecoach), regia di Gordon Douglas (1966)
- L'uomo che viene da lontano (The Man Outside), regia di Samuel Gallu (1967)
- Ognuno per sé, regia di Giorgio Capitani (1968)
- Io sono perversa (The Big Bounce), regia di Alex March (1969)
- Airport, regia di George Seaton (1970)

### Televisione
- The Dick Powell Show – serie TV, episodio 1x02 (1961)
- The Danny Thomas Hour – serie TV, episodio 1x19 (1968)
- L'ultimo bambino (The Last Child), regia di John Llewellyn Moxey – film TV (1971)

## Premi

### Premi Oscar
1943 – Miglior attore non protagonista per Sorvegliato speciale

## Doppiatori italiani
- Emilio Cigoli in I pascoli dell'odio, Chi dice donna..., Lo strano amore di Marta Ivers, La quercia dei giganti, Tomahawk - Scure di guerra, Vedovo cerca moglie, L'amore più grande, Il cavaliere della valle solitaria, Le ali del falco, Tanganika, La spia dei ribelli, Il mondo è delle donne, L'amante sconosciuto, Prima dell'uragano, Conta fino a 3 e prega!, I giganti uccidono, Quel treno per Yuma, Il sentiero della violenza, La tempesta, Sotto dieci bandiere, Il relitto
- Gualtiero De Angelis in Sorvegliato speciale, Il delfino verde, I tre moschettieri, Atto di violenza, Madame Bovary, I marciapiedi di New York, Jovanka e le altre, L'ultimo omicidio
- Stefano Sibaldi in Il molto onorevole Mr. Pulham, Airport
- Mario Pisu in Anime in delirio, Cordura
- Corrado Gaipa in Ognuno per sé, Io sono perversa
- Giulio Panicali in Una donna si ribella
- Augusto Marcacci in Moloch il dio della vendetta
- Bruno Persa in La più grande storia mai raccontata
- Riccardo Mantoni in I 9 di Dryfork City
- Nando Gazzolo in Sorvegliato speciale (ridoppiaggio)
- Massimo Corvo in Nuvole passeggere (1º ridoppiaggio)
- Luciano Roffi in Nuvole passeggere (2º ridoppiaggio)
- Cesare Barbetti in Sciacalli nell'ombra (ridoppiaggio)